# Toni Coromina
Toni Coromina (Vic, Osona, 1 de maig de 1955 - 22 de novembre de 2020) fou un periodista, guionista i activista cultural català, membre d'una generació que va promoure l’activitat contracultural a la ciutat de Vic en una època de gran agitació social, els anys de començaments de la transició.
Entre 1976 i 1982 va ser promotor de happenings teatrals i altres activitats culturals a Vic, entre altres la majoria d'activitats culturals –o, més ben dit, contraculturals– de l'esbart recreatiu Palafox, Periple Pantaner, carnaval ciclista de la Vic-Bojons, instal·lació d'un 'solàrium' a la plaça de Vic; va liderar la formació teatral atípica La Troca, amb la qual van representar Poema bèl·lic (paròdia de Tot esperant Godot), Don Juan Tenorio, los Palagüina i la foca Inès i Pastorets, 40 i una cabra amb gran èxit de públic. En la seva activitat musical va fundar, junt amb J. Grau, E. Solà, C.Pujols i Q. Solà, l'Orquestra Sèmola, la Coral Vajillas (sorgida del cor de l'obra Poema bèl·lic); junt amb Quimi Portet el grup Salvans & Presseguer, va ajudar a l'autoedició del primer àlbum de Los Burros; com a fotògraf és l'autor de les fotografies, inclosa la portada de l'àlbum, de Cuando la pobreza entra por la puerta, el amor salta por la ventana, del grup El Último de la Fila. Fou editor i coordinador de la revista vigatana El Pardal Moderat i guionista humorístic a Ràdio 4, a Rac 1, a La Vanguardia, en la vinyeta editorial Ventura & Coromina i de La rateta, un film de dibuixos animats de Pilarín Bayés. Va ser, a l'octubre del 1988, el primer assessor dels promotors del Mercat de Música Viva de Vic. Ha col·laborat amb articles als mitjans de comunicació comarcals: El 9 Nou, La Marxa, El Ter, Osona Comarca, Ràdio Vic, Canal Taronja. Els darrers anys fou columnista de la secció Vivir de La Vanguardia.

## Obra
- Rebotiga d'Il·lustres, Coautor amb Albert Om. Premsa d'Osona (1989)
- Quimi Portet: Pes mosca, editorial Grup Enderrock[6]
- El que la sigue la persigue, biografia del grup musical El Ultimo de la Fila. Editorial Can S.L.. ISBN 84-605-4187-8. (1995)
- Cafè Vic, retrat d'una generació de rebels i bromistes (1970-1985), Ajuntament de Vic-Eumo Editorial (2007).
- A favor o en contra. (Dietari d'un perruquer somiatruites). Témenos Edicions.2014